# Lariosaurio
El Lariosauro es un críptido que se dice vive en el Lago de Como en Italia, aproximadamente a 30 millas al norte de Milán. Como es uno de los lagos europeos más profundos, aproximadamente 410 m (1200 pies) en el punto más profundo.
En 1946, testigos reportaron ver a un presunto a un reptil nadando en las aguas del lago. Se le llamó lariosaurio, el mismo nombre utilizado un siglo antes para nombrar a un reptil prehistórico cuyos restos fosilizados fueron encontrados en el lago (Lariosaurus balsami). Un periódico de Como, una semana después del primer artículo, escribió que era un esturión, pero el esturión así como el monstruo parecen ser sencillamente una farsa inventada por la prensa.
Ha habido otros avistamientos, o supuestos avistamientos, en el Lago de Como.
- En 1954 en Argegno una criatura con hocico redondeado y patas palmeadas.
- En agosto de 1957 se avistó un monstruo enorme en las aguas entre Dongo y Musso.
- En septiembre de 1957 un animal extraño cuya cabeza fue descrita como similar a la cabeza de un cocodrilo.
- En 2003 se avistó una anguila gigante de unos 10 – 12 m, en Lecco.

El investigador escéptico Giorgio Castiglioni, quién estudió estos casos, cree que el animal de 1954 era una nutria, el monstruo de agosto de 1957 una farsa, la bestia de septiembre de 1957 posiblemente un lucio y la anguila de 2003 un grupo de  peces nadando juntos.